# 祇却寺
祇却寺（ぎこうじ）は、宮城県大崎市田尻にある臨済宗妙心寺派の寺院。山号は大貫山。境内のコウヤマキが天然記念物に、本堂が有形文化財に指定されている。

## 歴史
1652年（承応元年)11月に逝去した涌谷伊達家・定宗の菩提寺。遺命により次男・宗重が、隠居所金剛殿の地に京都花園正法山妙心寺前住の金嶺祖牛大和尚を開祖として建立したものである。

## 文化財等

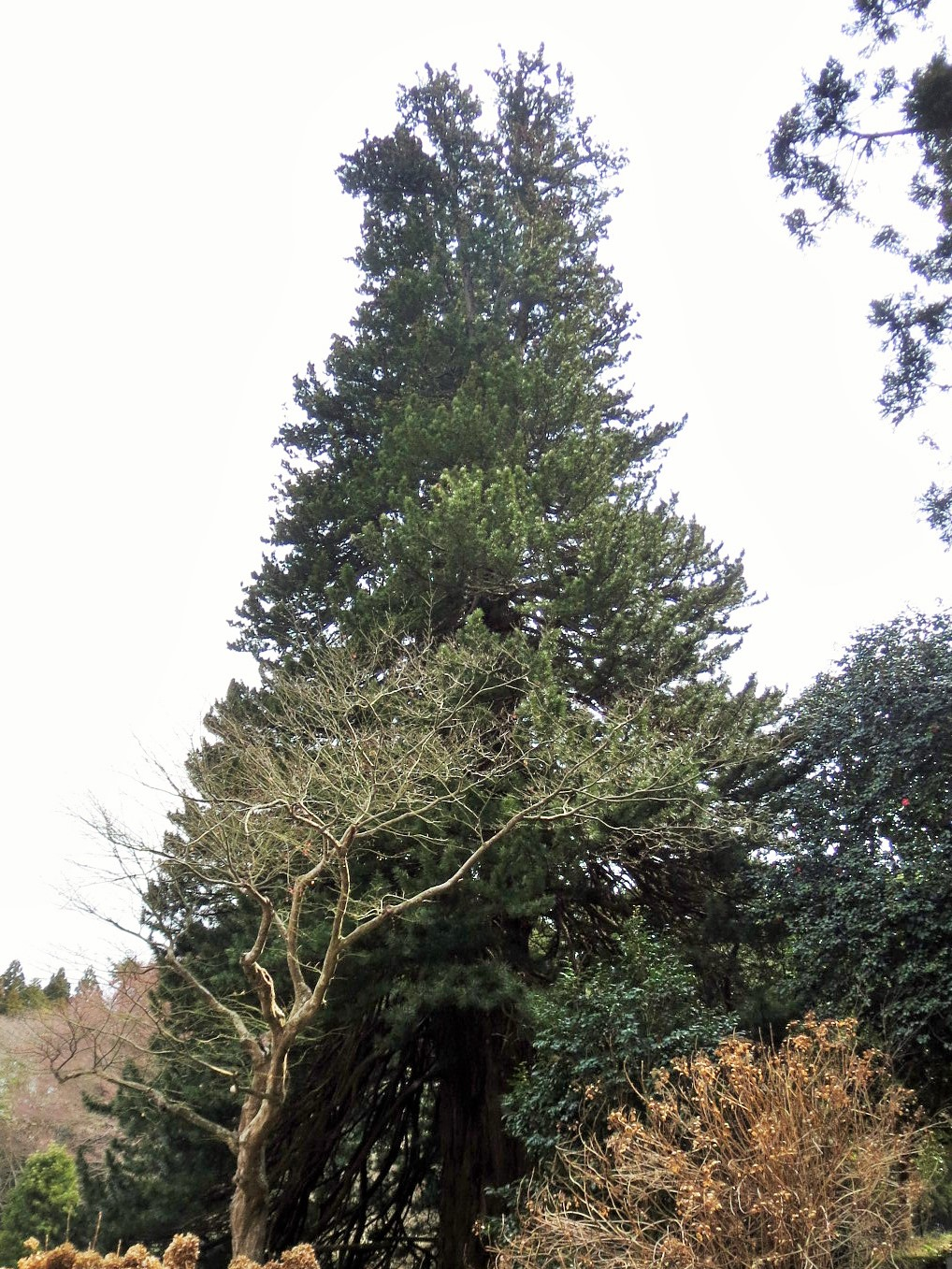
コウヤマキ
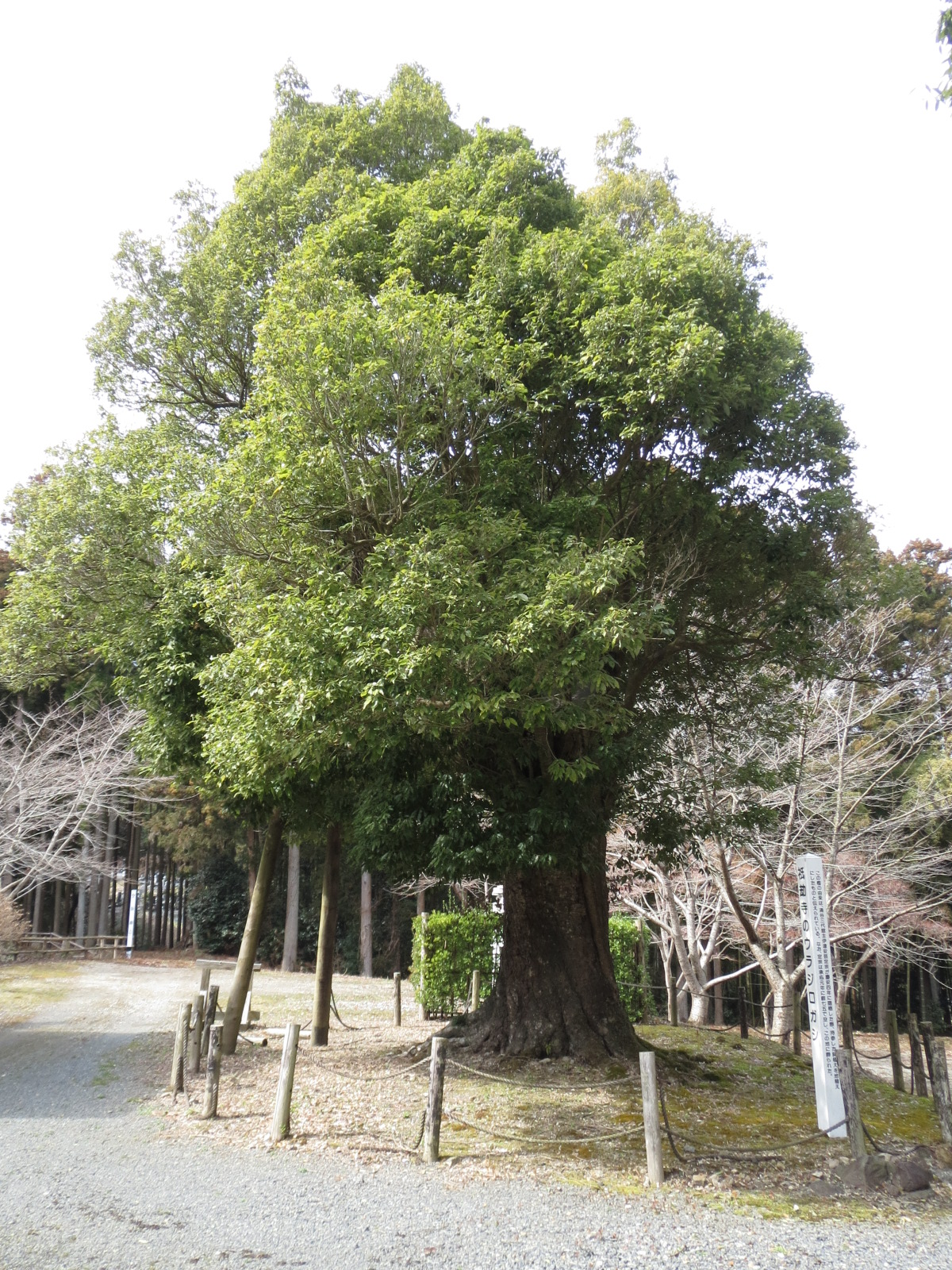
ウラジロガシ

コウヤマキ
樹冠は細い円錐状であるが下枝は良く残り、枝下高が低い。樹幹は地上1.5 mで周囲5.02 m、地上3.2 mのところで東西の二大幹に分れる。これらは各々直上し、地上およそ17-20 mあたりで更に分岐し、上部では全体として八支幹に分れ、樹高約29 mの巨樹である。各枝條は繁密で比較的細く、下部のものは傾下するが、上部のものは概ね水平に伸び、先端のみ少し上向き、最上部のものは斜上する。樹の北側の下枝は著しく傾下し、その末端は樹の根元より2 mのところにある。1976年（昭和51年）7月26日、国から天然記念物に指定された。
本堂
礎石建ての木造平屋建て。屋根は入母屋造瓦葺き、かつては寄棟造茅葺、規模は母屋桁行10.5間、梁行7間、玄関桁行2.5間、梁行2間である。臨済宗の本格的本堂（方丈）遺構として、また仙台藩家中寺遺構として貴重であり、宮城県から有形文化財に指定されている。
マルミガヤ
当寺本堂の南東、台地の端近くに立つ。樹姿は古川市長久寺のマルミガヤのように笠状で、樹高約20 m、枝張り東西約25 m、南北約22 mに及ぶ。樹幹は地上1.5 mで周囲5.15 mあり、地上約2.5 mの所で南北の二大幹に分かれ、各幹はほぼ直上して盛んに枝を出す。枝は繁密で、上部のものは斜上するが、下部のものは広く開出する。県から天然記念物に指定されている。
ウラジロガシ
1979年4月26日、田尻町（当時、現大崎市）から天然記念物に指定された。
- コウヤマキ
- ウラジロガシ